# Académie de musique et des arts du spectacle de Vienne
L'académie de musique et des arts du spectacle de Vienne (en allemand : Universität für Musik und darstellende Kunst Wien) est une université autrichienne située à Vienne, établie en 1817. Avec un corps enseignant dépassant les trois cents membres, elle est la plus grande institution de son genre en Autriche, et une des plus grandes dans le monde.

## Historique
Déjà en 1808 a été discutée la création d'un conservatoire de musique sur le modèle du Conservatoire de Paris. La Société philharmonique de Vienne, fondée en 1812 a fait de cet objectif sa tâche principale, de sorte qu'en 1817, une école de chant a été lancée, qui a jeté les bases d'une telle institution. Ainsi 1817 est considérée comme l'année de fondation officielle de l'institution. En 1819 a été engagé le professeur de violon Joseph Böhm pour donner des leçons de son instrument, et à partir de 1827 d'autres professeurs ont été engagés pour la plupart des instruments. Le premier directeur du conservatoire a été Antonio Salieri.
La situation financière du conservatoire était très fragile. Les frais d'inscription ont été introduits en 1829. Malgré cela l'institution a été déclarée en banqueroute en 1837. L'État a apporté des fonds au conservatoire entre 1841 et 1844 ainsi qu'entre 1846 et 1848. En 1848 l'agitation politique a conduit l'État à cesser de financier le conservatoire, et les cours ont cessé jusqu'en 1851. Avec l'aide de l'État et de la ville, les finances sont revenues à l'équilibre cette année-là. En dépit de l'augmentation des subsides de l'État, la Société philharmonique de Vienne continuait à avoir le contrôle de l'institution. Avec de courtes interruptions au cours du XIXe siècle, le programme d'élargissement de l'école a été constamment poursuivi, de sorte que dans les années 1890, le conservatoire comptait plus de 1 000 élèves. Durant cette période, Josef Hellmesberger I a assumé la charge de directeur de 1851 à 1893. En 1909, cette institution privée a été nationalisée par la volonté de l'empereur sous le nom d'« Akademie für Musik und darstellende Kunst ».
Après la nationalisation, elle a également reçu une nouvelle maison : en collaboration avec l'association du Konzerthaus de Vienne, un bâtiment a été construit en 1912 dans la Lisztstraße, pourvu d'une scène pour les répétitions (aujourd'hui Akademietheater) et qui a été terminé en janvier 1914. Après la Première Guerre mondiale, l'institution est devenu une Académie d'État (Staatsakademie) (1919). En 1928, l'Académie a reçu une école dramatique (le Max Reinhardt Seminar) et une section de pédagogie de la musique. Entre 1938 et 1945, elle a été transformée en une École supérieure du Reich (Reichshochschule) d'où étaient exclus les enseignants et les étudiants juifs.
Après la guerre, en 1946, l'institution a de nouveau été une Académie de l'Art, de 1970 à 1998, elle a été appelée Hochschule für Musik und darstellende Kunst (École supérieure de musique et des arts), et depuis 1998, elle est devenue une Université.
En 1952, Walter Kolm-Veltée a établi une formation spéciale pour la réalisation des films. En 1960, une classe de cinéma, dirigée par Hans Winge a été ajoutée. En 1963, les deux cours ont été combinées dans la nouvelle structure « département du cinéma et de la télévision ». Depuis 1998, le département est également connu comme l'« Académie du Film de Vienne » (Filmakademie Wien).

## L'Université

### Instituts
L'université est composée de 24 instituts :
- Institut für Komposition und Elektroakustik (Institut de composition et électroacoustique)
- Institut für Musikleitung (Institut de direction d'orchestre)
- Institut für Analyse, Theorie und Geschichte der Musik (Institut d'analyse, théorie et histoire de la musique)
- Institut für Tasteninstrumente (Podium/Konzert) (Institut pour les instruments à clavier)
- Institut für Streich- und andere Saiteninstrumente (Podium/Konzert) (Institut pour les cordes et autres instruments à cordes)
- Leonard Bernstein Institut für Blas- und Schlaginstrumente (Institut Leonard Bernstein pour les instruments à vent et les percussions)
- Joseph Haydn Institut für Kammermusik und Spezialensembles (Institut Joseph Haydn pour la musique de chambre et les petits ensembles)
- Institut für Orgel, Orgelforschung und Kirchenmusik (Institut pour l'orgue, l'organologie et la musique d'église)
- Institut für Gesang und Musiktheater (Institut pour le chant et la musique de scène)
- Institut für Schauspiel und Schauspielregie (Max Reinhardt Seminar) (Institut pour le théâtre et la mise en scène)
- Institut für Film und Fernsehen (Filmakademie Wien) (Institut pour le cinéma et la télévision)
- Institut für Musikpädagogik (Institut pour la pédagogie de la musique)
- Institut für Musik- und Bewegungserziehung sowie Musiktherapie (Institut pour l'éducation par la musique, les mouvements et la musicothérapie)
- Institut für Musikalische Stilforschung
- Institut für Popularmusik (Institut pour la musique populaire)
- Institut Ludwig van Beethoven (Tasteninstrumente in der Musikpädagogik) (pédagogie de la musique pour les instruments à clavier)
- Hellmesberger - Institut (Streich- u. andere Saiteninstr. i. d. Musikpädagogik) (pédagogie de la musique pour les cordes)
- Institut Franz Schubert (Blas- und Schlaginstrumente in der Musikpädagogik) (pédagogie de la musique pour les vents et percussions)
- Institut Antonio Salieri (Gesang in der Musikpädagogik) (pédagogie de la musique pour le chant)
- Institut Anton Bruckner (Musiktheorie, Gehörbildung, Ensembleleitung) (Théorie de la musique, formation de l'oreille, conduite d'ensemble)
- Institut für Volksmusikforschung und Ethnomusikologie (musique folklorique et ethnomusicologie)
- Institut für Wiener Klangstil (Musikalische Akustik) (acoustique musicale)
- Institut für Musiksoziologie (sociologie de la musique)
- Institut für Kulturmanagement und Kulturwissenschaft (IKM)

### Campus
Les installations du MDW comprennent 12 sites dont le Palais du Théâtre de Schönbrunn, la salle Antonio Vivaldi, le Couvent Salesien, l'Église de Santa Ursula, Lothringerstrasse (Salle Franz Liszt) et Anton-von-Webern Platz (campus principal de l'université).

### Concours
L'université organise environ 10 concours, dont le Concours International de Piano Beethoven. Elle organise également tous les deux ans un festival de cinéma avec des films sélectionnés par les étudiants.

## Élèves

### Anciens
- Claudio Abbado
- Barbara Albert
- Peter Alexander
- Christian Altenburger
- Maria Andergast
- Walter Samuel Bartussek
- Johanna Beisteiner
- Erwin Belakowitsch
- Achim Benning
- Zsófia Boros
- Thomas Brezinka
- Rudolf Buchbinder
- Alan Buribayev
- Friedrich Cerha
- Gabriel Chmura
- Mimi Coertse
- Donald Covert
- Lukas David
- Yoram David
- Jacques Delacôte
- Jörg Demus
- Helmut Deutsch
- Johanna Doderer
- Iván Erőd
- Karlheinz Essl
- Matthias Fletzberger
- Sabrina Frey
- Michael Frischenschlager
- Robert Fuchs
- Beat Furrer
- James Allen Gähres
- Rudolf Gamsjäger
- Raoul Gehringer
- Nicolas Geremus
- Wolfgang Glück
- Wolfgang Glüxam
- Eugen Gmeiner
- Walter Goldschmidt
- Stefan Gottfried
- Lily Greenham
- Friedrich Gulda
- Robert Gulya
- Ingomar Grünauer
- Christoph Haas
- Georg Friedrich Haas
- Hans Hammerschmid
- Gottfried Hemetsberger
- Benjamin Herzl
- Johannes Hiemetsberger
- Robert Holl
- Mariss Jansons
- Leo Jaritz
- Mariama Djiwa Jenie
- Thomas Jöbstl (de)
- Thomas Kakuska
- Bijan Khadem-Missagh, Violine
- Angelika Kirchschlager
- Hermann Killmeyer
- Patricia Kopatchinskaja
- Leon Koudelak
- Bojidara Kouzmanova
- Tina Kordić
- Klaus Kuchling
- Rainer Küchl
- Gabriele Lechner
- Katia Ledoux
- Adela Liculescu
- Wolf Lotter
- Maciej Łukaszczyk
- Gustav Mahler
- Edith Mathis
- Zubin Mehta
- Jacques de Menasce
- Roswitha Meyer
- Tobias Moretti
- Katharina Mückstein[1],[2]
- Tomislav Mužek
- Helmut Neumann
- Josef Niederhammer
- Ernst Ottensamer
- Erwin Ortner
- Rudolf Pacik
- Harry Pepl
- Günter Pichler
- Josephine Pilars de Pilar
- Peter Planyavsky
- Stefanie Alexandra Prenn
- Armando Puklavec
- Carole Dawn Reinhart
- Gerald Reischl
- Wolfgang Reisinger
- Erhard Riedlsperger
- Jhibaro Rodriguez
- Hilde Rössel-Majdan
- Michael Radanovics
- Theophil Richter
- Sophie Rois
- Ludwig Rottenberg
- Sofie Royer
- Gerhard Rühm
- Kurt Rydl
- Clemens Salesny
- Heinz Sandauer
- Klaus-Peter Sattler
- Wolfgang Sauseng
- Nikolaus Schapfl
- Agnes Scheibelreiter
- Heinrich Schiff
- Michael Schnitzler
- Peter Schuhmayer
- Christian W. Schulz
- Wolfgang Schulz
- Ulrich Seidl
- Fritz Schreiber
- Kurt Schwertsik
- Witold Silewicz
- Mauricio Sotelo
- Ulf-Diether Soyka
- Christian Spatzek
- Arben Spahiu
- Götz Spielmann
- Othmar Steinbauer
- Hermann Sulzberger
- Roman Summereder
- Hans Swarowsky
- Jenő Takács
- Wolfgang Tomböck
- Karolos Trikolidis
- Mitsuko Uchida
- Doris Uhlich
- Timothy Vernon
- Eva Vicens
- Annette Volkamer
- Johanna Wokalek
- Adolf Wallnöfer
- Gregor Widholm
- François Weigel
- Bruno Weil
- Hermann Wlach
- Paul Zauner
- Herbert Zipper
- Wolfgang Ablinger-Sperrhacke

### Actuels
- María Dueñas[3],[4]
- Alma Deutscher[5]